# Lydia Boylan
Lydia Boylan née le 19 juillet 1987 à Dublin, est une coureuse cycliste irlandaise. Elle est trois fois championne d'Irlande sur route, en 2015, 2016 et 2017. Spécialiste également de la piste, elle est vice-championne du monde de course aux points en 2019 et vice-championne d'Europe de course à l'américaine en 2017.

## Biographie
Elle a étudié le génie civil en licence à University College Dublin de 2004 à 2008 avant de réaliser un master à l'Imperial College de Londres. Depuis 2013, elle enseigne à l'université de Nottingham en parallèle de sa carrière cycliste. Avant de faire du cyclisme, elle pratique la régate en tant que sport de compétition.
Elle commence le cyclisme durant ses études. Elle obtient ses premiers grands succès cyclistes nationaux sur piste. En 2011, elle est championne d'Irlande de vitesse, en 2013 et 2014 sur 500 mètres contre-la-montre et de la course scratch en 2014.
En 2014, elle participe à trois disciplines aux Jeux du Commonwealth à Glasgow, représentant l'Irlande du Nord (éligible par l'intermédiaire des origines de sa mère). Elle se classe 21e de la course sur route, 14e du scratch et 5e de la course aux points.
En 2015, elle détient les records d'Irlande sur 200 et 500 m. Elle devient également cette année-là pour la première fois championne d'Irlande sur route. Néanmoins, elle se concentre principalement sur la piste. Toujours en 2015, elle participe aux championnats d'Europe sur piste à Granges, en Suisse. Associée à Melanie Späth, Josie Knight et Eimear Moran, l'équipe de poursuite par équipes irlandaise se classe à la quatrième place. 
En 2016, sur le championnat d'Irlande sur route, la sélection se fait par l'arrière. La course se conclut par un sprint à onze où Lydia Boylan se montre la plus rapide. En 2017, elle s'échappe dans le final pour conserver son titre. En octobre de la même année, lors de la course à l'américaine, elle obtient la médaille d'argent aux championnats d'Europe à Berlin avec Lydia Gurley, son premier podium international. En fin d'année, Lydia Boylan et Lydia Gurley sont honorées par la Fédération irlandaise de cyclisme pour leur performance aux championnats d'Europe sur piste avec le Prix de l'Excellence « Outstanding Achievement Award ».
Deux ans plus tard, en 2019, elle devient vice-championne du monde de course aux points.

## Palmarès sur route
- 2015
  -  Championne d'Irlande sur route
- 2016
  -  Championne d'Irlande sur route
- 2017
  -  Championne d'Irlande sur route
  - 4e étape de la Semana Ciclista Valenciana

### Classements UCI
| Année                                 | 2012 | 2013 | 2014 | 2015 | 2016 | 2017 | 2018 | 2019 | 2020 | 2021 | 2022  |
| ------------------------------------- | ---- | ---- | ---- | ---- | ---- | ---- | ---- | ---- | ---- | ---- | ----- |
| Classement UCI                        | 397e | 387e | nc   | 307e | 322e | 238e | nc   | nc   | nc   | 758e | 1050e |
|                                       |      |      |      |      |      |      |      |      |      |      |       |
| Légende : nc = non classéSource : UCI |      |      |      |      |      |      |      |      |      |      |       |

## Palmarès sur piste

### Championnats du monde
- Saint-Quentin-en-Yvelines 2015
  - 16e de la poursuite par équipes
- Londres 2016
  - 20e du scratch
- Hong Kong 2017
  - 9e de l'omnium
  - 9e de l'américaine (avec Lydia Gurley)[9]
- Apeldoorn 2018
  - 17e de l'omnium[10]
- Pruszków 2019
  -  Médaillée d'argent de la course aux points
  - 9e de l'américaine

### Championnats d'Europe
| Édition / Épreuve | Américaine |
| Berlin 2017       | Argent     |

### Championnats nationaux
- 2011
  -  Championne d'Irlande de vitesse
- 2013
  -  Championne d'Irlande du 500 mètres
- 2014
  -  Championne d'Irlande du 500 mètres
  -  Championne d'Irlande du scratch
- 2017
  -  Championne d'Irlande du scratch
- 2018
  -  Championne d'Irlande du scratch
  -  Championne d'Irlande d'omnium
- 2019
  -  Championne d'Irlande de course à l'américaine (avec Autumn Collins)
  -  Championne d'Irlande d'omnium